# نوفو هامبورغو
نوفو هامبورغو هي بلدية في البرازيل، تتبع ريو غراندي دو سول، بلغ عدد سكانها 238٬940  نسمة، في 2010، تبلغ مساحتها 223٫606 كيلومتر مربع.

## الموقع
تشترك في الحدود مع:
- Araricá [الإنجليزية]‏
- Sapiranga [الإنجليزية]‏
- Ivoti [الإنجليزية]‏
- Estância Velha [الإنجليزية]‏.

## مدن توأم
المدن التوأم:
- ليون
- إلدا.

## أعلام
- جوستافو إرميل
- أليسون بيكر
- باربارا أرينهارت
- فرد
- مارسيلو هنمان
- جوسيف هوزر